# Теут
Теут је био египатски бог, проналазач бројева и слова. Он је, у Платона (Phaedr. 274), окривљен баш због тога: људи ће, ослањајући се на писану реч, све више губити памћење. Код Грка Хермес Трисмегистус. Он је гласник и посредник између богова, измиритељ и зато су га Грци касније изједначили са Хермесом и поштовали га у Хермополису.
Теут је и бог времена, рачуњања година, који се помиње као писар енеаде, који бележи при мерењу душе, бог свих знања. Заштитиник је исцелења. Теут је излечио око Хоруса, што је описано у миту о сукобу Сета и Хоруса.
Његов његов најстарији аспект је лунарни. Према миту, Тот је Реу вратио око. Ре је у знак захвалности начинио месец и Тот је постао бог месеца.

## Приказ
Теут се приказује зооморфно као ибис или гривасти павијан, понекад и комбиновано као човек са главом ибиса, у руци држи писарску палету.

## Видети још
- Књига Теутова